# Saint-Jean-et-Saint-Paul
Saint-Jean-et-Saint-Paul – miejscowość i gmina we Francji, w regionie Oksytania, w departamencie Aveyron. W 2013 roku jej populacja wynosiła 278 mieszkańców. Gmina położona jest na terenie Parku Regionalnego Grands Causses. 